# مانتگامری کریک (کالیفرنیا)
مونتگومری کریک (به انگلیسی: Montgomery Creek) یک منطقهٔ مسکونی در ایالات متحده آمریکا است که در شهرستان شاستا، کالیفرنیا واقع شده‌است. مونتگومری کریک ۸٫۵۴۸ کیلومتر مربع مساحت و ۱۶۳ نفر جمعیت دارد و ۶۵۰ متر بالاتر از سطح دریا واقع شده‌است.